# Laelichilis yumanensis
Laelichilis yumanensis là một loài thực vật có hoa trong họ Lan. Loài này được (Withner) Sauleda mô tả khoa học đầu tiên năm 1988.